# Acontia atripars
Acontia atripars is een vlinder uit de familie uilen (Noctuidae). De wetenschappelijke naam is voor het eerst geldig gepubliceerd in 1914 door George Francis Hampson.
De soort komt voor in het Afrotropisch gebied.